# HWK Homel w europejskich pucharach
HWK Homel w europejskich pucharach występował w trakcie sześciu sezonów. We wszystkich sezonach rozegrał 31 spotkań, z czego 11 wygrał, a 20 przegrał.

## Lista spotkań w europejskich pucharach

### Puchar Top Teams
| Runda               | Data       | Miejsce spotkania | Przeciwnik           | Wynik spotkania                         |
| ------------------- | ---------- | ----------------- | -------------------- | --------------------------------------- |
| 2001/2002           |            |                   |                      |                                         |
| Faza kwalifikacyjna | 06.10.2001 | Ozolnieki         | Poliurs Ozolnieki    | 1:3 (22:25, 17:25, 25:16, 22:25)        |
| Faza kwalifikacyjna | 13.10.2001 | Homel             | Poliurs Ozolnieki    | 3:1 (25:20, 25:21, 21:25, 25:23)        |
| Faza grupowa        | 05.12.2001 | Näfels            | Concordia MTV Näfels | 3:1 (21:25, 25:17, 25:23, 25:21)        |
| Faza grupowa        | 11.12.2001 | Homel             | SC Espinho           | 1:3 (17:25, 21:25, 25:17, 21:25)        |
| Faza grupowa        | 18.12.2001 | Homel             | VK Dukla Liberec     | 0:3 (20:25, 18:25, 19:25)               |
| Faza grupowa        | 10.01.2002 | Liberec           | VK Dukla Liberec     | 1:3 (17:25, 22:25, 26:24, 23:25)        |
| Faza grupowa        | 15.01.2002 | Espinho           | SC Espinho           | 0:3 (21:25, 19:25, 20:25)               |
| Faza grupowa        | 23.01.2002 | Homel             | Concordia MTV Näfels | 1:3 (22:25, 25:22, 21:25, 25:27)        |
| 2004/2005           |            |                   |                      |                                         |
| Faza kwalifikacyjna | 22.10.2004 | Homel             | Fenerbahçe           | 2:3 (17:25, 21:25, 25:21, 25:23, 11:15) |
| Faza kwalifikacyjna | 23.10.2004 | Homel             | Salon Piivolley      | 3:2 (26:24, 15:25, 15:25, 25:23, 15:11) |
| Faza kwalifikacyjna | 24.10.2004 | Homel             | HAOK Mladost Zagrzeb | 3:0 (25:15, 25:22, 25:19)               |

### Puchar Challenge
(w sezonach 1980/1981–2006/2007 – Puchar CEV)
| Runda                   | Data       | Miejsce spotkania | Przeciwnik               | Wynik spotkania                         |
| ----------------------- | ---------- | ----------------- | ------------------------ | --------------------------------------- |
| 2000/2001               |            |                   |                          |                                         |
| I runda kwalifikacyjna  | 14.10.2000 | Homel             | Kristiansund VBK         | 3:0 (25:19, 25:11, 25:16)               |
| I runda kwalifikacyjna  | 21.10.2000 | Kristiansund      | Kristiansund VBK         | 3:2 (25:20, 25:21, 24:26, 20:25, 15:12) |
| II runda kwalifikacyjna | 24.11.2000 | Salo              | Milicionar Belgrad       | 0:3 (19:25, 22:25, 20:25)               |
| II runda kwalifikacyjna | 25.11.2000 | Salo              | Salon Viesti-Trolley     | 0:3 (21:25, 15:25, 21:25)               |
| II runda kwalifikacyjna | 26.11.2000 | Salo              | Studenti Tirana          | 3:0 (25:21, 25:15, 25:16)               |
| 2002/2003               |            |                   |                          |                                         |
| II runda kwalifikacyjna | 06.12.2002 | Ryga              | Kométa Kaposvár SE       | 3:2 (19:25, 25:19, 25:22, 23:25, 15:10) |
| II runda kwalifikacyjna | 07.12.2002 | Ryga              | Azerneft Baku            | 3:0 (25:20, 25:22, 25:15)               |
| II runda kwalifikacyjna | 08.12.2002 | Ryga              | LĀSE-R/Rīga              | 3:0 (25:20, 25:19, 30:28)               |
| 1/8 finału              | 09.01.2003 | Ankara            | Ziraat Bankası           | 0:3 (22:25, 17:25, 19:25)               |
| 1/8 finału              | 16.01.2003 | Homel             | Ziraat Bankası           | 2:3 (16:25, 25:22, 25:22, 20:25, 8:15)  |
| 2004/2005               |            |                   |                          |                                         |
| II runda kwalifikacyjna | 12.11.2004 | Lozanna           | Bayer Wuppertal          | 2:3 (18:25, 17:25, 25:20, 25:23, 16:18) |
| II runda kwalifikacyjna | 13.11.2004 | Lozanna           | SK Zadruga Aich/Dob      | 0:3 (23:25, 22:25, 20:25)               |
| II runda kwalifikacyjna | 14.11.2004 | Lozanna           | Lausanne UC              | 0:3 (17:25, 18:25, 25:27)               |
| 2005/2006               |            |                   |                          |                                         |
| II runda kwalifikacyjna | 11.11.2005 | Ankara            | Polis Akademisi          | 0:3 (13:25, 22:25, 17:25)               |
| II runda kwalifikacyjna | 12.11.2005 | Ankara            | Budvanska Rivijera Budva | 1:3 (17:25, 13:25, 25:15, 14:25)        |
| II runda kwalifikacyjna | 13.11.2005 | Ankara            | ESS Falck Pärnu          | 0:3 (13:25, 19:25, 25:27)               |
| 2007/2008               |            |                   |                          |                                         |
| I runda                 | 29.09.2007 | Pafos             | Dionysos Strumbi         | 0:3 (28:30, 22:25, 25:27)               |
| I runda                 | 06.10.2007 | Homel             | Dionysos Strumbi         | 3:1 (25:19, 22:25, 25:21, 25:22)        |
| I runda                 | 06.10.2007 | Homel             | Dionysos Strumbi         | złoty set: 15:13                        |
| II runda                | 20.10.2007 | Beauvais          | Beauvais Oise UC         | 0:3 (18:25, 20:25, 19:25)               |
| II runda                | 28.10.2007 | Homel             | Beauvais Oise UC         | 0:3 (23:25, 24:26, 25:27)               |

## Bilans spotkań

### sezon po sezonie
| Sezon     | Puchar           | Osiągnięcie             | Mecze | Mecze | Mecze | Sety | Sety | Sety |
| Sezon     | Puchar           | Osiągnięcie             | LM    | W     | P     | LS   | W    | P    |
| --------- | ---------------- | ----------------------- | ----- | ----- | ----- | ---- | ---- | ---- |
| 2000/2001 | Puchar CEV       | II runda kwalifikacyjna | 5     | 3     | 2     | 17   | 9    | 8    |
| 2001/2002 | Puchar Top Teams | Faza grupowa            | 8     | 2     | 6     | 30   | 10   | 20   |
| 2002/2003 | Puchar CEV       | 1/8 finału              | 5     | 3     | 2     | 19   | 11   | 8    |
| 2004/2005 | Puchar Top Teams | Faza kwalifikacyjna     | 3     | 2     | 1     | 13   | 8    | 5    |
| 2004/2005 | Puchar CEV       | II runda kwalifikacyjna | 3     | 0     | 3     | 11   | 2    | 9    |
| 2005/2006 | Puchar CEV       | II runda kwalifikacyjna | 3     | 0     | 3     | 10   | 1    | 9    |
| 2007/2008 | Puchar Challenge | II runda                | 4     | 1     | 3     | 14   | 4    | 10   |
| Razem     | Razem            | Razem                   | 31    | 11    | 20    | 114  | 45   | 69   |

### według rozgrywek
| Puchar                 | Starty | Mecze | Mecze | Mecze | Sety | Sety | Sety |
| Puchar                 | Starty | LM    | W     | P     | LS   | W    | P    |
| ---------------------- | ------ | ----- | ----- | ----- | ---- | ---- | ---- |
| Puchary II kategorii   |        |       |       |       |      |      |      |
| Puchar Top Teams       | 2      | 11    | 4     | 7     | 43   | 18   | 25   |
| Puchary III kategorii  |        |       |       |       |      |      |      |
| Puchar Challenge       | 1      | 4     | 1     | 3     | 14   | 4    | 10   |
| Puchar CEV (1980-2007) | 4      | 16    | 6     | 10    | 57   | 23   | 34   |
| Razem                  | 5      | 20    | 7     | 13    | 71   | 27   | 44   |
| Razem                  | 7      | 31    | 11    | 20    | 114  | 45   | 69   |